# Fastidiosipila sanguinis
Fastidiosipila sanguinis è una specie di batterio appartenente alla famiglia delle Clostridiaceae.